# Stenus chapini
Stenus chapini är en skalbaggsart som beskrevs av Richard Eliot Blackwelder. Stenus chapini ingår i släktet Stenus och familjen kortvingar. Inga underarter finns listade i Catalogue of Life.